# Kristen Thorsness
Kristen Joy Thorsness (ur. 10 marca 1960 w Anchorage) – amerykańska wioślarka, złota medalistka olimpijska i trzykrotna medalistka mistrzostw świata.

## Kariera
Wystąpiła na igrzyskach olimpijskich w Los Angeles w 1984, gdzie osada USA w składzie: Jeanne Flanagan, Holly Metcalf, Carol Bower, Carie Graves, Shyril O’Steen, Kristine Norelius, Kristen Thorsness, Kathy Keeler i Betsy Beard zdobyła złoty medal w ósemkach. W wyścigu finałowym o 1,07 sekundy wyprzedziły Rumunki, a o 3,12 sekundy pokonały osadę Holandii. Był to jej jedyny start olimpijski.
W tej samej konkurencji zdobyła również srebrne medale na mistrzostwach świata w Lucernie (1982), mistrzostwach świata w Duisburgu (1983) i mistrzostwach świata w Kopenhadze (1987).
Kształciła się na University of Wisconsin-Madison. Po zakończeniu kariery została prawnikiem, prowadząc praktykę w Nowym Jorku.